# Microplitis pallidipennis
Microplitis pallidipennis är en stekelart som beskrevs av Vladimir Ivanovich Tobias 1964. Microplitis pallidipennis ingår i släktet Microplitis och familjen bracksteklar. Inga underarter finns listade i Catalogue of Life.